# Анджело Скола
А́нджело Ско́ла (італ. Angelo Scola; нар. 7 листопада 1941, Мальграте) — італійський кардинал, архієпископ Міланський з 28 червня 2011 до 7 липня 2017 року.

## Біографія
Анджело Скола навчався в Католицькому університеті Пресвятого Серця в Мілані (захистив докторат з філософії, 1967) і в семінаріях в Саронно і Венегоно неподалік Мілана. 18 липня 1970 року в Мілані отримав пресвітерське рукоположення від єпископа Абеле Конільї. Після того він продовжував навчання у Швейцарії, захистив докторат з теології в університеті Фрайбурга, на підставі дисертації про Тому Аквінського. Після повернення до Італії брав активну участь у русі Communione e liberazione о. Джуссані. Викладав в Університеті Фрайбурга та в Інституті досліджень про подружжя та сім'ю ім. Івана Павла II при Папському Латеранському університеті в Римі.
20 липня 1991 року Папа Римський Іван-Павло II призначив Анджело Сколу єпископом Гроссето. Хіротонія відбулася 21 вересня 1991 року (головний святитель — префект Конгрегації у справах єпископів бенінський кардинал Бернардин Ґантен). Після чотирьох років роботи в єпархії повернувся працювати в Рим. Він був ректором Папського Латеранського університету і президентом Інституту подружжя та сім'ї. 5 січня 2002 року призначений патріархом Венеції.
У жовтні 2003 року Папа Іван Павло II надав Анджело Сколі сан кардинала-пресвітера з титулом церкви Дванадцяти Апостолів. Кардинал Скола брав участь у конклаві 2005 року, який обрав Бенедикта XVI.
28 червня 2011 року Бенедикт XVI призначив кардинала Сколу архієпископом Міланським. Його наступником на венеціанській кафедрі став патріарх Франческо Моралья.
7 липня 2017 року папа Франциск прийняв зречення Анджело Склоли з уряду душпастирського управління митрополичою Архідієцезією Мілану і призначив його наступником Маріо Енріко Дельпіні, дотеперішнього єпископа-помічника й Генерального Вікарія цієї архідієцезії.

## Членство в дикастеріях Римської курії
- Конгрегація віровчення
- Конгрегація в справах духовенства
- Конгрегація богослужіння і дисципліни таїнств
- Конгрегація Східних Церков
- Папська рада в справах сім'ї
- Папська рада в справах мирян
- Папська рада в справах культури
- Папська рада в справах нової євангелізації
- Рада кардиналів з вивчення організаційних та економічних проблем Святого Престолу